# Mikołaj Truskolaski
Mikołaj Truskolaski herbu Ślepowron – podkomorzy halicki w latach 1665-1684, miecznik lwowski w latach 1643-1665.
Poseł na sejm koronacyjny 1676 roku z ziemi halickiej.